# لیودمیلا پروکاشوا
لیودمیلا پروکاشوا (روسی: Людмила Вячеславовна Прокашёва؛ زادهٔ ۲۳ january ۱۹۶۹ (۵۶ سال)) ورزشکار اسکیت سرعت اهل قزاقستان است.
وی در مسابقات کشوری و بین‌المللی در مجموع برندهٔ ۲ مدال طلا شده‌است.